# ボタンウキクサ

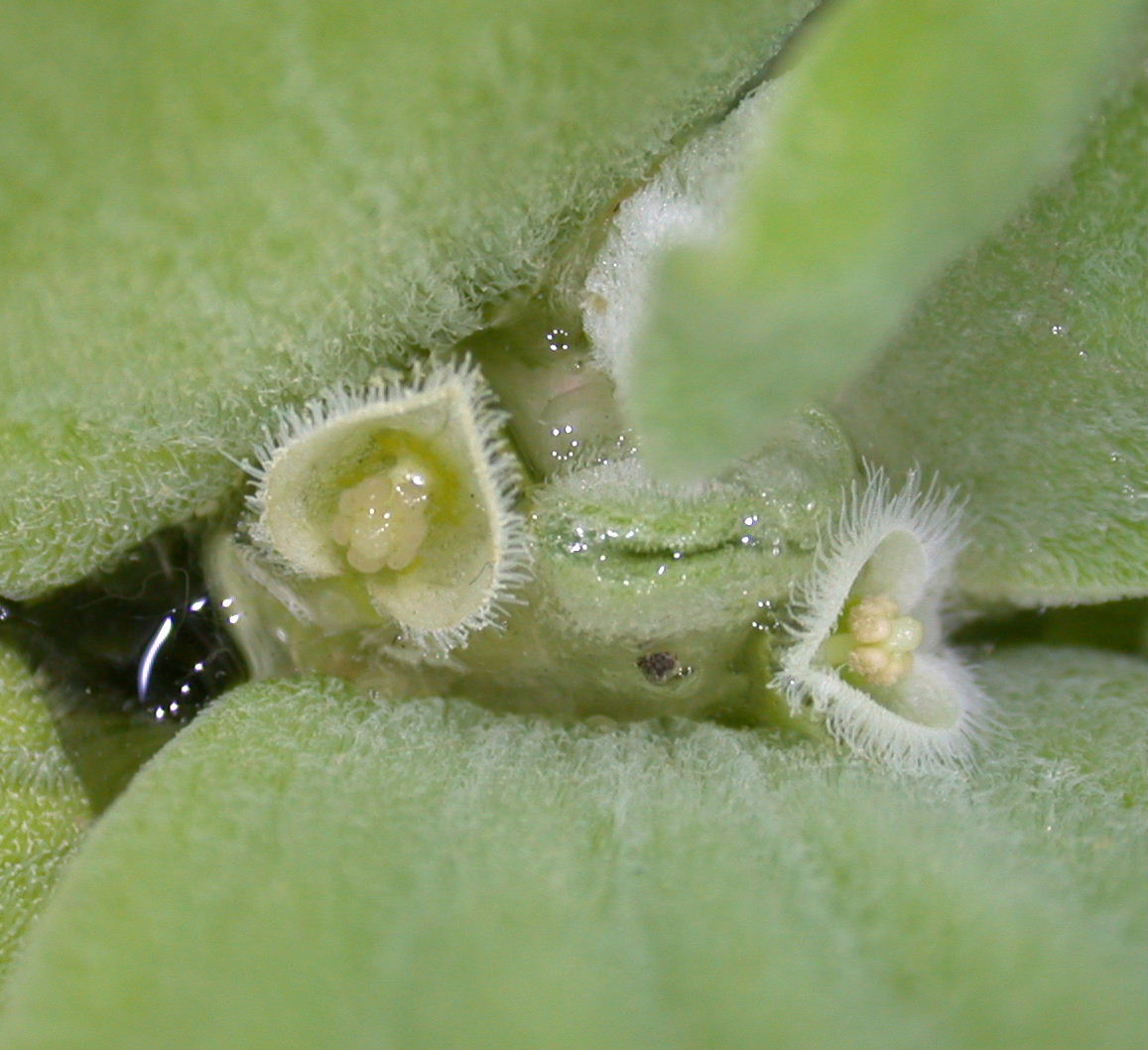
花序

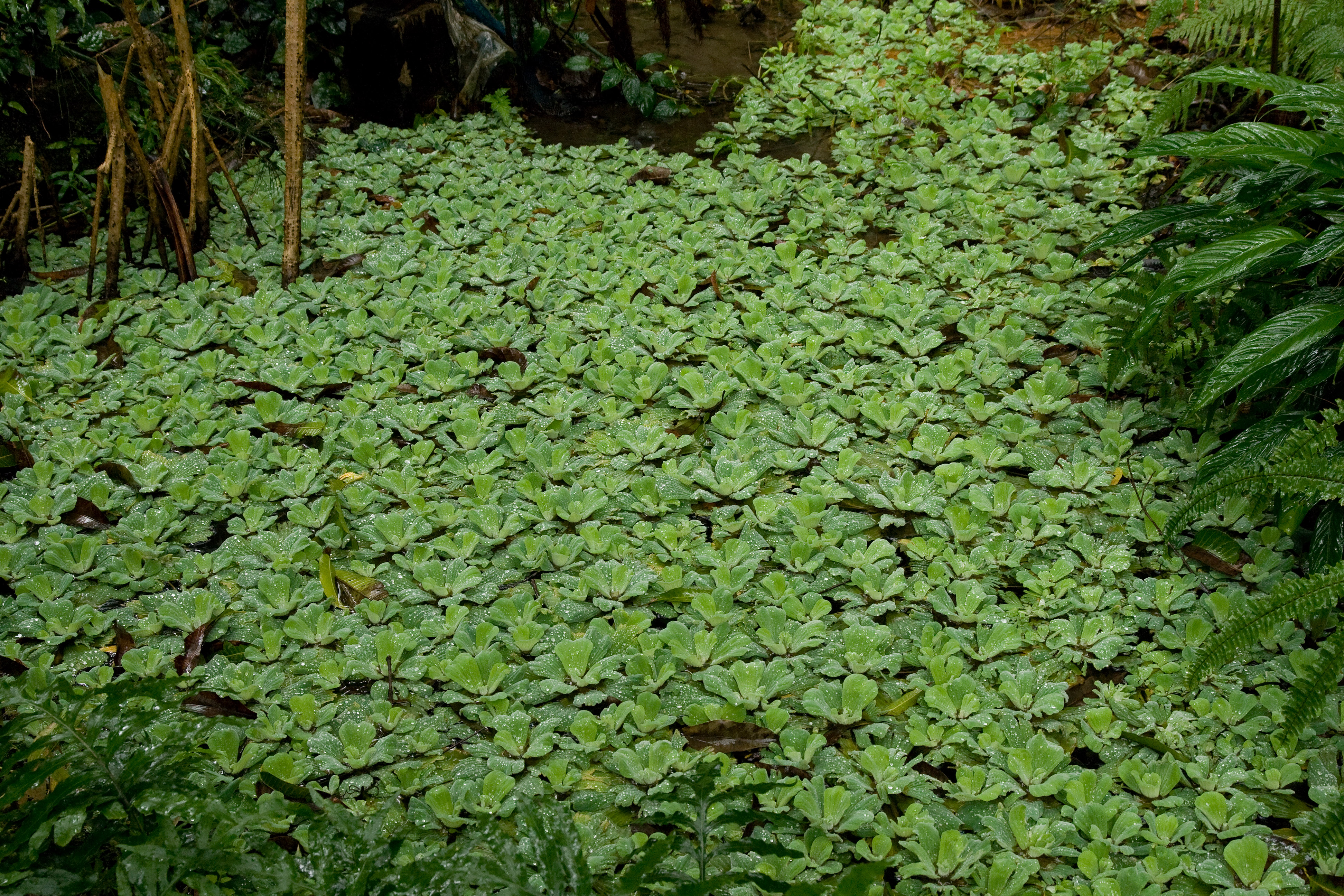
水面を埋め尽くすボタンウキクサ

ボタンウキクサ（牡丹浮草、Pistia stratiotes / 英名：ウォーターレタス (Water Lettuce)）は、単子葉植物サトイモ科に属する水面に浮かぶ熱帯性の水草である。熱帯地方に広く分布し、原産地は南アメリカとも中央アフリカとも言われるが、詳しい原産地は不明。

## 特徴
ホテイアオイのような、浮草になる水草で、水面上に葉を広げ、水中に根を垂らす。葉は先の丸い、横長楕円形のものをロゼット状につける。葉は白緑色、表面にビロード状の柔らかい毛が一面に生えており、よく水を弾く。葉は縦にひざ状のしわがある。葉には厚みがあり、内部には空洞が多い。つまり、葉それ自体が浮袋になっている。
株が小さいうちは水面に葉を平らに浮かべ、大きくなると葉はやや立ち上がり、サニーレタスのような感じの姿になる。株の下側からは多数の根が伸び、根は糸状で枝分かれせず、多数の髭根を伸ばす。株元から水面に匍匐茎を伸ばし、その先に子株を生じて無性生殖する。通常は無性生殖だが、花を咲かせて結実する有性生殖でも繁殖する。
花は葉の隙間に咲く。白っぽい緑で目立たないが、小さいながらも仏炎苞の中に肉穂花序がつくという、サトイモ科の特徴的な花をつける。

## 分布
18世紀にはアフリカ、アジア、アメリカの熱帯から亜熱帯に分布していたと記載されているが、(evans(2013))は化石記録や植食昆虫の研究を行いやアフリカ、アジアからオーストラリア北部、アメリカのフロリダ半島の熱帯域に分布していた可能性を指摘している。1850年代には沖縄に分布していたとの記録があり、日本国内に分布する種は形態的に識別可能な2種が分布するとの見解があるが遺伝学的研究は不十分である。なお、琉球諸島に分布する系統は自然分布或いは前史帰化と指摘する研究者もいる。

## 利害
日本には1920年代に観賞用として沖縄・小笠原に導入された。美しい花は咲かないが、形の面白さと水面で育てられる手軽さのため、広く栽培された。
逸出して野生化した物が世界各国で帰化し、問題視されている。繁殖はとても速く旺盛で、水面を埋め尽くすほどで、その繁殖力から固有種植物を駆逐し環境破壊の一因となっている。また、ホテイアオイほど大きくはならないものの、同じように水面を覆いつくす影響により、遮光による植物プランクトンの減少、表層溶存酸素量の低下、水路を塞ぎ、場合によっては大きな影響を与えることも指摘されている。
日本においても、関東以西で1990年代から広がり、大阪の淀川など、大繁殖が問題となり駆除に手を焼いている地域が多い。このため、2006年2月に「特定外来生物による生態系等に係る被害の防止に関する法律」に基づく「特定外来生物」に指定され、学術研究などの特別な目的以外での栽培、保管、運搬が禁止された。もちろん、販売も禁じられているが、現在でもインターネットなどで取引されることが少なくない。
英名のウォーターレタスに反してレタスとはまったく異なる植物であり、食用にはならない。
熱帯地域の一部では、伝統医学や民間療法で薬草として使用されている。主にアジア、アフリカ、南アメリカの地域でその効能が活用されている。抗炎症、抗菌、解毒の効果があるとされるが、効果や安全性について、現代の科学的研究では十分な証明がなされていない。

## 分類
一属一種である。サトイモ科としては例外的な水草であり、他に似たものがいないため、一種でボタンウキクサ亜科を構成する。